# Palau Marc o Gualbes
|  | No s'ha de confondre amb Palau Vilana-Perles. |

El Palau Marc o Gualbes és un edifici del barri Gòtic de Barcelona catalogat com a bé cultural d'interès local. Des de l'any 1991, acull les instal·lacions del Centre Cívic Pati Llimona, que disposa de sala d'exposicions, un espai arqueològic i diverses aules i sales per a tallers i conferències.

## Història
El casal gòtic dels Marc fou bastit cap al segle xiv sobre el parament i una de les torres de la muralla romana (número 36), ampliant la superfície cap a l'interior mitjançant una estructura porxada. També es construí a l'interior un cos perpendicular, que dona a l'edifici una característica planta en forma d'«L». Aquest conjunt fou adquirit el 1387 per Ponç de Gualbes, a la familía del qual es deu l'ampliació i entrandiment del primitiu casal al llarg dels segels posteriors. Cap al segle xv, l'edifici va ser objecte d'algunes reformes, una de les més importants va ser la que afectà la façana del pati, on es va construir la tribuna a sobre de permòdols esglaonats i esculpits amb bustos humans, amb un estil que alguns historiadors relacionen amb l'obra de l'escultor gòtic Jordi de Déu. El 1934, Gallardo en refereix una restauració d'aquesta banda de la finca que afectà també l'esmentada tribuna.
Al segle xvi, Joan Bonaventura de Gualbes va comprar a Isabel Joan Caldes el pati i la casa contigua i aleshores, mitjançant una donació del fuster Magí Matheu, que va adquirir els altres habitatges veïns per tal de fer arribar l'espai habitable fins al carrer del Regomir. El 1530, una part d'aquest nou casal esdevindria una capella sota l'advocació de Sant Cristòfol.
El palau va romandre en poder dels Gualbes fins que el darrer descendent per línia masculina el va llegar a la comunitat de la parròquia de Sant Just i Pastor, que el 1799 el va establir en emfiteusi (juntament amb la caseta annexa a la capella) al mercader de teles Tomàs Llimona. Aleshores, la casa va ser ampliada amb un nou cos cap a l'interior i altres construccions, fins a arribar al carrer del Regomir. També es reorganitzà l'espai interior, dividint les grans sales de la casa gòtica en dues plantes i remodelant la façana, que es recobrí de nou i es decorà amb esgrafiats. També es va construir un corredor a sota del cos perpendicular.
El 1989, en el decurs de les tasques de rehabilitació portades a terme per Ignasi de Solà-Morales, es va realitzar la troballa del pas de vianants de l'antiga porta decumana, que es remunta al segle i, tot i ser modificada al segle iv amb motiu de la construcció de la nova muralla. La porta es va conservar com un únic pas (dels tres que en origen tenia) amb un gran arc, fins al 1861, quan va desaparèixer amb motiu de l'enderrocament de la finca de l'altra banda del carrer del Regomir, a la qual era adossada.

## Descripció
A través del carrer de Sant Simplici s'arriba a un espai obert a manera de plaça o pati d'illa, anomenat Pati d'en Llimona, al que obren dues de les tres façanes de la finca.
El palau consta de planta baixa, principal i primer pis, tot i que la seva organització en alçat és avui dia força irregular a conseqüència de les diverses intervencions i ampliacions realitzades al llarg de la seva història.
Actualment, l'entrada a l'interior del centre cívic es realitza a través d'una porta adovellada de mig punt rebaixat, localitzada a sota d'una tribuna de pedra en voladís que es recolza a sobre de tres pilars amb mènsules esculpides que representen uns busts masculins i femenins i unes fulles d'acant a la part superior, d'influència clàssica. Aquesta tribuna -a la qual s'obren tres grans finestrals del pis principal- es complementa amb una barana amb balustres de pedra. La resta d'aquesta façana es presenta revestida amb un arrebossat de color rosa, fruit de la darrera intervenció i que substitueix un parament que en origen disposava de nombroses obertures de cronologia dissemblant.
Pel que fa a l'altra façana, l'element més representatiu són els grans arcs de maó en sardinell de la planta baixa (avui totalment revestits) que permetien crear un espai totalment permeable en la planta baixa, avui dia destinada a espai d'exposicions. De fet, aquest nivell és un del més interessants de la finca per la gran quantitat i qualitat de testimonis de diversa cronologia que en conserva. Disposa al primer pis d'uns grans finestrals amb brancals i llindes de pedra motllurada que s'obren a sengles balcons en voladís. Aquests balcons, es caracteritzen per la seva estructura de ferro amb paviment de rajola i barana de ferro forjat amb barrots llisos que es combinen amb d'altres helicoïdals. Finalment el segon pis disposa també de finestres i balcons, tot i que en aquest cas, de menor alçaria i amplada en el voladís.
La porta d'entrada dona accés a un vestíbul on es localitza una porta de pedra amb un arc conopial i muntant motllurats que comunica amb la recepció del centre. Un dels elements més rellevants d'aquests espais és precisament una parella de grans arcs adovellats de mig punt de pedra que es recolzen a sobre de pilars i que són molt probablement el testimoni material de l'antiga organització de la planta baixa de la finca al període medieval. A la planta baixa es localitza també la sala d'exposicions i diverses estances destinades a despatxos i altres espais de gestió del centre.
El primer pis és un dels espais més interessant del conjunt que permet analitzar i comprendre'n el creixement i transformació estructural al llarg del temps. Destaca en aquest sentit la galeria oberta a la plaça, on es pot observar a la paret oposada als finestrals els testimonis de les finestres coronelles de llinda apuntada del projecte arquitectònic medieval. Aquests testimonis medievals es complementen amb d'altres com les pintures murals de la Sala Joan Maragall, molt malmeses pels revestiments que les van cobrir al llarg del temps però que també han permès preservar-les fins a l'actualitat. El palau es va construir aprofitant una torre i una part del pany mural de la muralla romana; per aquest motiu i després de la restauració contemporània, avui dia es troben a la vista nombrosos testimonis del parament romà, entre els quals destaca especialment les finestres i portes amb sardinell de pedra localitzades a la Sala d'actes Maria Aurèlia Capmany i a la caixa de l'ascensor.
La planta baixa és un dels espais més rellevants del conjunt per la gran quantitat i qualitat dels testimonis materials conservats, entre els quals es troben les restes de l'antiga Porta de Mar de Bàrcino, estructures pertanyents molt probablement als banys femenins del segle i localitzats fora de la muralla d'August, així com d'altres corresponents a la fortificació del segle iv. El sostre embigat de la planta baixa, adossat al pany de la muralla, és un dels pocs exemples d'arquitectura civil medieval que es conserven a la ciutat. Conserva bona part de les bigues de fusta policromades, decorades amb motius geomètrics i recolzades a sobre de permòdols de pedra als quals encara es veuen alguns escuts pintats de les famílies nobles relacionades amb la propietat de la finca. Cal destacar també els grans arcs adovellats de mig punt, realitzats en pedra i que configuraven la crugia medieval de la casa.
Al pis superior es pot observar la galeria oberta a la plaça, on es localitzen -afrontades a les obertures dels balcons- els testimonis de tres finestres coronells de llinda apuntada que haurien format part del projecte arquitectònic medieval. Destaquen especialment els testimonis de les pintures de temàtica heràldica conservades a la sala coneguda avui dia com Sala Joan Maragall. En aquest pis es conserven també els testimonis d'algunes portes i finestres de la torre de la muralla romana que van quedar fossilitzades als murs.